# 사우디아라비아 축구 연맹

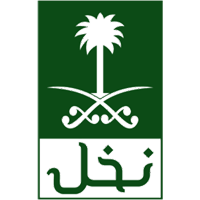

사우디아라비아 축구 연맹(아랍어: الاتحاد العربي السعودي لكرة القدم), 영어: Saudi Arabian Football Federation)은 사우디아라비아의 축구 협회이다. 국제축구연맹(FIFA)과 아시아 축구 연맹(AFC)에 가입되어 있다. 사우디 프로리그, 사우디아라비아 축구 국가대표팀 등을 관리하고사우디 챔피언스컵, 사우디아라비아 크라운 프린스 컵, 파이잘 왕자 컵 등의 공식 경기를 주최한다

## 같이 보기
- 아시아 축구 연맹
- 서아시아 축구 연맹
- 사우디아라비아 축구 국가대표팀
- 사우디 프로리그